# Gary Beach
Gary Beach (Alexandria, Virginia, 1947. október 10. – Palm Springs, Kalifornia, 2018. július 17.) Tony-díjas amerikai színész.

## Fontosabb színházi szerepei
- 1776 (1969–1972)
- Something’s Afoot (1976)
- Annie (1977–1983)
- The Moony Shapiro Songbook (1981)
- Doonesbury: A Musical Comedy (1983)
- A szépség és a szörnyeteg (Beauty and the Beast) (1994)
- Producerek (The Producers) (2001)
- Funny Girl (2002)
- Őrült nők ketrece (La Cage aux Folles) (2004)
- A nyomorultak (Les Misérables) (2006–2008)

## Filmjei
- Kate & Allie (1984, tv-sorozat, egy epizódban)
- Cheers (1987, tv-sorozat, egy epizódban)
- Tranzit a mindenhatóhoz (Defending Your Life) (1991)
- A csábítás: Mesék egy titkos szentélyből (Seduction: Three Tales from the 'Inner Sanctum') (1992, tv-film)
- Saved by the Bell (1992, tv-sorozat, egy epizódban)
- Gyilkos sorok (Murder, She Wrote) (1993, tv-sorozat, egy epizódban)
- Sisters (1993, tv-sorozat, egy epizódban)
- Beauty and the Beast: The Broadway Musical Comes to L.A. (1995, tv-film)
- Bless This House (1995, tv-sorozat, egy epizódban)
- The Wayans Bros. (1996, tv-sorozat, egy epizódban)
- Kaliforniai álom (California Dreams) (1996, tv-sorozat, egy epizódban)
- The John Larroquette Show (1996, tv-sorozat, három epizódban)
- Man of the Century (1999)
- The Jamie Foxx Show (1999, tv-sorozat, egy epizódban)
- A fiúk a klubból (Queer as Folk) (2002, tv-sorozat, egy epizódban)
- Producerek (The Producers) (2005)
- Family Guy (2010, tv-sorozat, hang, egy epizódban)

## Díjai
- Tony-díj (2011)